# 凯-阿希姆·舍恩巴赫

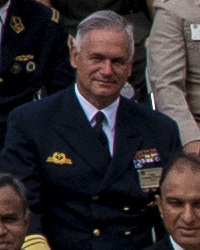
凯-阿希姆·舍恩巴赫

凯-阿希姆·海诺·舍恩巴赫 （德語：Kay-Achim Heino Schönbach，1965年7月5日—），德国海军中将，天主教信徒，于1984年加入德國聯邦國防軍海軍。2021年3月24日至2022年1月22日期间担任德國海軍監察長（海軍總監，相當於海軍司令）。凯-阿希姆·舍恩巴赫於2022年1月在一次演講中發表了一些親俄觀點，例如烏克蘭不可能再從俄羅斯手中奪回克里米亞；俄羅斯總統弗拉基米爾·普京對烏克蘭領土不感興趣，他需要的是尊重；德國應該拉攏同為基督教（東正教）的俄羅斯一同對抗中华人民共和国。凯-阿希姆·舍恩巴赫這些言論引發烏克蘭方面不滿，乌克兰外交部為此召見德國駐烏克蘭大使菲德胡森。凯-阿希姆·舍恩巴赫隨後為自己的言論道歉並且辭去海军监察长職務。

## 軍歷
- 1984年7月：入讀弗倫斯堡穆尔维克海軍學院（德语：Marineschule Mürwik）[1]
- 1985年10月—1988年11月：修習漢堡聯邦國防軍大學（德语：Universität der Bundeswehr Hamburg）教育學[1]
- 1988年12月—1990年1月：修習海軍院校軍官及專業課程，包括漢堡號驅逐艦（德语：Hamburg (D 181)）隨艦實習[1]
- 1990年2月—1992年9月：漢堡號驅逐艦第一艦砲官兼測位官[1]
- 1992年10月—1994年3月：荷蘭皇家海軍揚·范布拉克爾號巡防艦（英语：HNLMS Jan van Brakel (F825)）交換軍官[1]
- 1994年4月—1995年6月：登海爾德，荷蘭皇家海軍作戰學校軍官課程B課（獵潛）[1]
- 1995年7月—1999年9月：布蘭登堡號巡防艦（德语：Brandenburg (F 215)）作戰官[1]
- 1999年10月—2001年9月：漢堡，聯邦國防軍指揮學院（德语：Führungsakademie der Bundeswehr）綜合參謀及海軍將官參謀勤務課程[1]
- 2001年10月—2004年4月：波昂，聯邦國防部軍隊指揮參謀部（德语：Führungsstab der Streitkräfte）海軍指揮參謀部（德语：Führungsstab der Marine）參事[1]
- 2004年5月—2006年9月：什勒斯維希-霍爾斯坦號巡防艦（德语：Schleswig-Holstein (F 216)）副艦長（德语：Erster Offizier (Deutsche Marine)）[1]
- 2006年10月—2008年4月：柏林，國防部聯邦國防軍總監（德语：Generalinspekteur der Bundeswehr）施奈德漢陸軍上將（德语：Wolfgang Schneiderhan (General)）附屬官[1]
- 2008年5月—2010年3月：梅克倫堡-西波美拉尼亞號巡防艦（德语：Mecklenburg-Vorpommern (F 218)）艦長[1]
- 2010年4月—2012年9月：漢堡，聯邦國防軍指參學院講師[1]
- 2012年10月—2014年5月：威廉港，第4巡防艦戰隊（4. Fregattengeschwader）戰隊長[1]
- 2014年6月—2016年5月：柏林，國防部軍事政策暨調兵司處長[1]
- 2016年6月—2016年12月：第二常備北約海上集群司令[1]
- 2017年1月—2018年4月：弗倫斯堡，穆尔维克海軍學院院長[1]
- 2018年5月—2021年2月：柏林，國防部戰略暨調兵司副司長[1]
- 2021年3月—2022年1月：羅斯托克，海軍司令部（德语：Marinekommando）海軍監察長（德语：Inspekteur der Marine）[1]